# Neodrilus edwardsi
Neodrilus edwardsi är en ringmaskart som beskrevs av Lee 1959. Neodrilus edwardsi ingår i släktet Neodrilus och familjen Acanthodrilidae. Inga underarter finns listade i Catalogue of Life.